# Chiesa di Santa Maria ad Agnano
La chiesa di Santa Maria ad Agnano è una delle chiese di Dicomano, in provincia di Firenze.

## Storia e descrizione
La chiesa, citata come Monasterium de Agnano in un diploma del 1191 dell'imperatore Arrigo VI, con il quale si conferma la sua appartenenza ai monaci vallombrosani di Sant'Ellero, fu quasi completamente rovinata dal terremoto del giugno del 1919 e quindi ricostruita in stile neomedievale sul perimetro dell'edificio originario. La chiesa presenta la semplice facciata a capanna su cui si apre un portale con lunetta sormontato da un occhio. Nell'interno, ad un'unica navata coperta con tetto a capriate, si conserva, murato nella parete absidale, un ciborio in pietra serena della fine del XV secolo.